# Banjar Billah
Banjar Billah is een bestuurslaag in het regentschap Sampang van de provincie Oost-Java, Indonesië. Banjar Billah telt 5045 inwoners (volkstelling 2010).